# ژرژ وریست
ژرژ وریست (فرانسوی: Georges Verriest‎؛ ۱۵ ژوئیه ۱۹۰۹ – ۱۱ ژوئیه ۱۹۸۵) بازیکن فوتبال اهل فرانسه بود.
وی همچنین در تیم ملی فوتبال فرانسه بازی کرده‌است.